# Motograter (album)
 (mai 2020).
Albums de Motograter
Indy (EP)
(2003) Pre-Release (EP)
(2009)
Singles
1. Suffocate
Sortie : 2003
2. Down
Sortie : 22 juillet 2003
3. No Name
Sortie : 2004

Motograter est le premier album du groupe de metal alternatif américain Motograter, sorti en mai 2003 sur le label Elektra Records.

## Présentation
Bien que l'album ait un total de 22 pistes, la moitié d'entre elles sont courtes et statiques et qui portent toutes les noms des pistes inversées. Par exemple, « Eman On » est une version inversée de « No Name », et un message peut clairement être entendu dans les 5 dernières secondes.
Il s'agit de la seule sortie du groupe qui présente Ivan Moody en tant que chanteur principal ainsi que tous les autres membres du groupe, à l'exception de Matt Nunes.

## Liste des titres
Toutes les chansons sont écrites et composées par Motograter, sauf annotations.
| 1.    | Etacoffus  |                          | 0:14 |
| 2.    | Suffocate  |                          | 3:01 |
| 3.    | Nwod       |                          | 0:30 |
| 4.    | Down       | Motograter, James Barton | 3:29 |
| 5.    | Seicehporp |                          | 0:13 |
| 6.    | Prophecies |                          | 2:50 |
| 7.    | Gnorw      |                          | 0:21 |
| 8.    | Wrong      | Motograter, Barton       | 3:43 |
| 9.    | Eman On    |                          | 0:18 |
| 10.   | No Name    | Motograter, Barton       | 3:14 |
| 11.   | Espalloc   |                          | 0:17 |
| 12.   | Collapse   |                          | 2:58 |
| 13.   | Ngised Wen |                          | 0:33 |
| 14.   | New Design | Motograter, Barton       | 4:14 |
| 15.   | Der        |                          | 0:31 |
| 16.   | Red        |                          | 3:46 |
| 17.   | Ynitum     |                          | 0:26 |
| 18.   | Mutiny     | Motograter, Barton       | 2:58 |
| 19.   | Kcab Teg   |                          | 0:17 |
| 20.   | Get Back   |                          | 3:24 |
| 21.   | Thgif      |                          | 0:22 |
| 22.   | Fight      |                          | 7:44 |
| 45:27 |            |                          |      |